# Campos (Majorque)
Pour les articles homonymes, voir Campos.
Campos (en catalan et en castillan) est une commune d'Espagne de l'île de Majorque dans la communauté autonome des Îles Baléares. Elle est située au sud-est de l'île et fait partie la comarque de Migjorn.

## Géographie

Localisation de l'île Majorque dans les Îles Baléares.
Localisation de Campos dans l'île de Majorque.
Localisation de la comarque de Migjorn dans l'île de Majorque.

### Sources
- (es) Varaciones de los municipios de España desde 1842, Ministerio de administraciones públicas, octobre 2008, 364 p. (lire en ligne) [PDF]